# لورنسو سانس
لورنسو سانس (اسپانیایی: Lorenzo Sanz‎؛ زادهٔ ۹ اوت ۱۹۴۳ – درگذشته ۲۱ مارس ۲۰۲۰) کارآفرین اهل اسپانیا بود. وی سابقه ریاست باشگاه رئال مادرید را از ۱۹۹۵ تا ۲۰۰۰ داشت. وی مالک باشگاه فوتبال مالاگا بود. لورنسو سانز در ۲۱ مارس ۲۰۲۰، در سن ۷۶ سالگی بر اثر ابتلا به بیماری کروناویروس ۲۰۱۹ درگذشت.